# حسين باي المنزلي
حسين باي المنزلي بن محمد هو باي وهران وحاكم بايلك الغرب ضمن أيالة الجزائر في العهد العثماني. حكم عهدتين امتدت الأولى بين سنتي 1802 و1805 خلفه فيها محمد باي مكلاش بن محمد حتى عام 1807 أين عاد حسين باي المنزلي إلى الحكم من جديد واستمر فيه مدة لا تتجاوز السنة خلفه فيها هذه المرة محمد الرقيد (بوكابوس).